# New-Irelanddwergijsvogel
De New-Irelanddwergijsvogel (Ceyx mulcatus) is een vogel uit de familie Alcedinidae (ijsvogels). Eerder werd deze soort beschouwd als een ondersoort van de Molukse dwergijsvogel (C. lepidus).

## Verspreiding en leefgebied
Deze soort komt voor in Lavongai, Nieuw-Ierland en Lihir.